# Råneträsket
Råneträsket eller Radnejaure (på finska Raunajärvi) är Råneälvens källsjö. Sjön, som ligger sydväst om Dundret i Gällivare kommun i Lappland, ingår i Råneälvens huvudavrinningsområde. Sjön har en area på 6,9 kvadratkilometer och ligger 360,9 meter över havet. Råneträsket ligger i Råneälven Natura 2000-område. Sjön avvattnas av vattendraget Råneälven.
Djupet varierar mellan 7 och 11 meter. Fiskbeståndet är bland annat gädda, abborre, mört, sik och harr.
Det finns även ett fritidsområde runt sjön. I detta område finns ett 70-tal fritidsstugor.

## Delavrinningsområde
Råneträsket ingår i delavrinningsområde (743173-170925) som SMHI kallar för Utloppet av Råneträsket. Medelhöjden är 394 meter över havet och ytan är 65,41 kvadratkilometer. Räknas de 8 avrinningsområdena uppströms in blir den ackumulerade arean 209,45 kvadratkilometer. Avrinningsområdets utflöde Råneälven mynnar i havet. Avrinningsområdet består mestadels av skog (65 procent) och sankmarker (24 procent). Avrinningsområdet har 7,55 kvadratkilometer vattenytor vilket ger det en sjöprocent på 11,5 procent.